# Jaume Pagès i Fita
Jaume Pagès i Fita (Girona, 1946) és enginyer industrial, ex-rector de la Universitat Politècnica de Catalunya i des de 2004 Conseller Delegat d'Universia.
Professor de la Universitat Politècnica de Catalunya (UPC) des de 1971, Jaume Pagès va fer estudis de Magisteri, Enginyeria Industrial i Informàtica, i va obtenir el títol de Doctor Enginyer Industrial el 1975, dirigit pel professor Gabriel Ferraté. Actualment és Catedràtic d'Universitat de l'àrea d'Enginyeria de Sistemes i Automàtica.
La seva activitat investigadora s'ha centrat a l'àrea de tractament de senyal, síntesi de filtres lineals i no lineals, anàlisis i resolució de problemes de control, planificació de missions interplanetàries i guiat automàtic de vehicles industrials.
Entre 1986 i 1994 va ser Vicerector d'Ordenació Acadèmica de la UPC, i va ser rector de la UPC durant dos períodes consecutius, des de maig de 1994 fins a març de 2002.
És president i fundador de la “Associació contra l'Anorèxia i la Bulímia” (ACAB), Doctor Honoris causa per la Universitat Tècnica de Nagaoka (Japó), membre numerari de l'Institut d'Estudis Catalans, conseller-delegat del Fórum Universal de les Cultures Barcelona 2004 i conseller-delegat de Universia (Grup Santander).